# Alchemilla longipes
Alchemilla longipes é uma espécie de rosácea do gênero Alchemilla, pertencente à família Rosaceae.